# Rewacha
Rewacha (hebr. רווחה; w oficjalnej pisowni ang. Revaha) – moszaw położony w Samorządzie Regionu Szafir, w Dystrykcie Południowym, w Izraelu.

## Położenie
Leży w północno-zachodniej części pustyni Negew w pobliżu miasta Kirjat Gat.

## Historia
Moszaw został założony w 1953 przez imigrantów z Kurdystanu.

## Gospodarka
Gospodarka moszawu opiera się na intensywnym rolnictwie, sadownictwie i uprawach w szklarniach.

## Komunikacja
Przy moszawie przebiega droga ekspresowa nr 35 (Aszkelon-Hebron).